# Disforia
Disforia é uma mudança repentina e transitória do estado de ânimo, tais como sentimentos de tristeza, pesar, angústia. É um mal-estar psíquico acompanhado por sentimentos depressivos, tristeza, melancolia e pessimismo.

## Psiquiatria
A 11ª revisão da Classificação Internacional de Doenças (CID-11) define disforia como "um estado de humor desagradável, que pode incluir sentimentos de depressão, ansiedade, insatisfação, irritabilidade e infelicidade".

## Indução por uso de drogas
Algumas drogas podem produzir disforia, a exemplo de agonistas dos receptores κ-opióides, como a salvinorina A (princípio ativo da planta alucinógena Salvia divinorum), butorfanol e pentazocina; antagonistas dos receptores μ-opióides, como naltrexona e nalmefeno [en]; antipsicóticos, como haloperidol e clorpromazina (por bloquear os receptores de dopamina), entre outras. Drogas depressogênicas [en] e/ou ansiogênicas [en] também podem estar associadas à disforia.